# 비잔티움의 엘레우테리오스
엘레우테리오스 (그리스어: Ἐλευθέριος, ? - 136년) 약 7년 동안 비잔티움의 주교였다.
엘레우테리오스는 디오게네스 주교를 계승하였다. 그는 로마 제국의 황제 하드리아누스의 통치 기간 동안 재직 중이었으며, 그의 후계자는 펠릭스였다.